# Wigwam (musikgrupp)
För den norska musikgruppen, se Wig Wam.
Wigwam är ett finländskt progressivt rockband som bildades 1968.
Wigwam grundades efter att bandet Blues Section, trummisen Ronnie Österbergs tidigare band, gick skilda vägar. Kim Fowley producerade Wigwams andra album Tombstone Valentine (1970). Detta album innehöll också ett utdrag av Erkki Kurenniemis elektroniska komposition Dance of the Anthropoids. 1974 års album Being blev mycket uppskattat. Det kommersiellt mest framgångsrika Wigwam-albumet var det mer pop-influerade Nuclear Nightclub som följde år 1975.
Wigwam återbildades på 1990-talet med Pembroke-Rechardt-Groundstroem-kärnan intakt, och har varit aktiv till idag. I Finland har de en varaktig (men begränsad) följarskara.

## Bandmedlemmar

### Nuvarande medlemmar
- Pekka "Rekku" Rechardt (1974- ) (gitarr)
- Esa Kotilainen (1974-75, 1977, 2001- ) (keyboard)
- Mats Huldén (1968-70, 2004- ) (bas)
- Jari "Kepa" Kettunen (1993- ) (trummor)

### Tidigare medlemmar

#### Trummor
- Ronald "Ronnie" Österberg (1968-1980)
- Jan Noponen (1991-1993)

#### Gitarr
- Vladimir "Nikke" Nikamo (1968-1970)

#### Bas
- Pekka Pohjola (1970-1974)
- Måns "Måsse" Groundstroem (1974-2003)
- Jussi Kinnunen (2003-2004)

#### Fiol
- Pekka Pohjola (1970-1974)

#### Sång
- Jim Pembroke (1969-2021)
- Jukka "Gutsi" Gustavson (1969-1974)

#### Keyboard
- Jim Pembroke (1969-2021)
- Jukka "Gutsi" Gustavson (1969-1974)
- Heikki "Hessu/Pedro" Hietanen (1975-1977, 1991-1992, 1999-2000)
- Mikko Rintanen (1992-1993)

#### Gästmusiker
- Jukka Tolonen, gitarr (1970-1974)
- Esa Kotilainen, keyboard (1974-1975, 1977)
- Ilmari Varila, oboe
- Tapio Louhensalo, fagott
- Hannu Saxelin, klarinett
- Risto Pensola, klarinett
- Unto Haapa-aho, bas klarinett
- Eero Koivistoinen, sopransaxofon
- Pekka Pöyry, soprano saxofon
- Pentti Lasanen, klarinett, flöjt
- Paavo Honkanen, klarinett
- Aale Lindgren, oboe
- Juhani Tapaninen, fagott
- Juhani Aaltonen, flöjt
- Seppo Paakkunainen, flöjt
- Erik Dannholm, flöjt
- Pentti Lahti, flöjt
- Kari Veisterä, flöjt
- Taisto Wesslin, akustisk gitarr
- Erkki Kurenniemi, VCS3 synthesizer
- Jukka Ruohomäki, VCS3 programmeringsassistent
- Heikki Laurila, gitarr, banjo
- Kalevi Nyqvist, dragspel

## Diskografi

### Album
- Hard 'n' Horny (1969)
- Tombstone Valentine (1970)
- Fairyport (1971)
- Being (1974)
- Nuclear Nightclub (1975)
- The Lucky Golden Stripes and Starpose (1976)
- Dark Album (1977)
- Light Ages (1993)
- Titans Wheel (2002)
- Some Several Moons (2005)

### Sammanställningar och livealbum
- Wigwam (1972)
- Live Music from the Twilight Zone (1975)
- Rumours on the Rebound (1979)
- Classics - The Rarest (1990)
- Highlights (1996)
- Fresh Garbage - Rarities from 1969-1977 (2000)
- Wigwam Plays Wigwam - Live (2001)

### Jim Pembroke (& Wigwam)
Det här är Jim Pembrokes soloalbum, som spelas av Wigwam
- Hot Thumbs O'Riley: Wicked Ivory (1972)
- Jim Pembroke & Wigwam: Pigworm (1974)
- Jim Pembroke: Corporal Cauliflowers Mental Function (1977)